# Team ICO

El logo del equipo desarrollador Team ICO.

Team ICO fue un equipo japonés de desarrollo de videojuegos dirigido por el diseñador Fumito Ueda. El equipo trabaja en el Product Development Department #1 de Sony Computer Entertainment Japan, y ha desarrollado juegos como Ico y Shadow of the Colossus, ambos para la consola PlayStation 2. El equipo se formó con una mayoría de personas ajenas al mundo de la industria del videojuego, en un intento de diversificar la cartera de expertos de Sony[cita requerida].

## Miembros principales
- Fumito Ueda - director/jefe de desarrollo
- Kenji Kaido - productor
- Atsuko Fukuyama - animador
- Hajime Sugiyama - jefe de programación
- Junichi Hosono - planificador/jefe de diseño de juegos

## Proyectos actuales
En febrero de 2007, Team ICO se anunciaba a página completa en la revista Famitsu. El anuncio incluía algunos bocetos dibujados sobre bloc de notas que sugerían que el nuevo juego del equipo estaba aún en fases tempranas del diseño. En enero de 2008, Sony actualizó la sección de empleo en su web con las primeras capturas de imágenes del que será el tercer juego de Team ICO y el primero para PlayStation 3. Concretamente se pidieron planificadores, animadores, artistas y diseñadores de efectos.
En mayo de 2009 se filtró un tráiler del siguiente proyecto de Team ICO, el cual se conocía (según el nombre del tráiler) como «TRICO». Aunque algunos llegaron a creer que se trataba de una falsificación bastante trabajada (uno de los argumentos era que la música del tráiler no era original, sino que estaba sacada de una película de los hermanos Coen: Muerte entre las flores), el juego se confirmó oficialmente el 2 de junio de 2009 durante la Press Conference de Sony en la Electronic Entertainment Expo 2009. En dicha ocasión, se mostró el mismo tráiler filtrado en Internet con algunas variaciones, como la pluma cayendo al comienzo, el hecho de que no se vea el golpe que recibe un soldado por parte de la criatura del video y el cambio de diseño del niño protagonista, además de un añadido de más flechas en el cuerpo de la criatura y un final diferente. El proyecto se presentó bajo el nombre oficial The Last Guardian

## Videojuegos
| Título                                      | Año  | Plataforma    |
| ------------------------------------------- | ---- | ------------- |
| Ico                                         | 2001 | PlayStation 2 |
| Shadow of the Colossus                      | 2005 | PlayStation 2 |
| The Ico & Shadow of the Colossus Collection | 2011 | PlayStation 3 |
| The Last Guardian                           | 2016 | PlayStation 4 |